# Joey van den Houten
Joey van den Houten (Rotterdam, 15 juli 1997) is een Nederlandse kickbokser.

## Biografie
In de jeugd begon van den Houten met karate en heeft daar ook diverse toernooien gewonnen, op 10-jarige leeftijd is hij begonnen met kickboksen.
Van den Houten heeft onder andere gevochten voor Enfusion en Melvin Manhoef’s World Fighting League.
Van den Houten staat bekend om het altijd gaan voor een knock-out, je zal hem niet vaak op punten een partij zien winnen maar eerder met een knie of andere technieken die je veel in het karate ziet

## Record
(Pro) 20-5-1 (10KO’s)